# 桃華月憚 華奏楽集
『桃華月憚 華奏楽集』（とうかげったんかそうがくしゅう）は、テレビアニメ『桃華月憚』の2枚組ミュージックコレクション。2008年1月25日にエイベックス・マーケティングから発売された。

## 概要
- Disc1はテレビアニメ『桃華月憚』のオープニングテーマ「ゆめおぼろ」とエンディングテーマ「この世界がいつかは」、7曲のキャラクターソングに加え新曲2曲を収録している。Disc2はアニメ中盤に追加編成された和風なBGMを17曲収録している。
- ジャケットは、西田亜沙子がイラストと原画を手がけた特別描き下ろし。
- 初回限定盤は、ピクチャーレーベル仕様。
- 作詞：望月智充
- 作曲・編曲：多田彰文

## 曲目

### Disc1 桃華月憚 華奏楽集 〜歌謡全集〜
1. ゆめおぼろ [3:21]
歌：犬飼真琴（喜多村英梨）With.守東桃香（伊瀬茉莉也）＆川壁桃花（早見沙織）
2. 空には空があるだけ [3:51]
歌：守東桃香（伊瀬茉莉也）
3. 胡蝶の夢 [3:21]
歌：胡蝶三姉妹（山本麻里安・渡辺明乃・下屋則子）
4. DAILY LOVE [3:46]
歌：六条章子（小林ゆう）
5. エネルジコ・ソング [3:48]
歌：犬飼真琴（喜多村英梨）
6. ウキウキブギウギ [2:15]
歌：川壁桃花（早見沙織）
7. 若 -ニャ- [3:58]
歌：ユーリカ（齋藤彩夏）
8. サブタイトルな女 [4:19]
歌：ナレーション（水戸部千希己）
9. 小さき死のように [4:41]
歌：鬼梗（山県さとみ）
10. この世界がいつかは [4:24]
歌：川壁桃花（早見沙織）
11. 最後の愛のために [5:59]
歌：川壁桃花（早見沙織）

### Disc2 桃華月憚 華奏楽集 〜未収録劇伴集〜
1. 星霜 -セイソウ- [4:15]
2. 光輝 -コウキ- [2:51]
3. 欣幸 -キンコウ- [1:17]
4. 風戯 -フウギ- [0:56]
5. 漫遊 -マンユウ- [1:03]
6. 雀躍 -ジャクヤク- [1:07]
7. 疾駆 -シック- [1:44]
8. 漲溢 -チョウイツ- [1:42]
9. 淵源 -エンゲン- [1:59]
10. 綾糸 -アヤイト- [2:19]
11. 夢幻 -ムゲン- [2:13]
12. 思恋 -シレン- [2:22]
13. 御心 -ミココロ- [3:58]
14. 魂魄 -コンバク- [2:35]
15. 逸話 -イツワ- [2:03]
16. 恋路 -コイジ- [2:52]
17. 華音 -カノン- [3:36]